# Axelosonia littoralis
Axelosonia littoralis is een springstaartensoort uit de familie van de Isotomidae. De wetenschappelijke naam van de soort is voor het eerst geldig gepubliceerd door Moniez.